# Lora Grigorjewna Jakowlewa

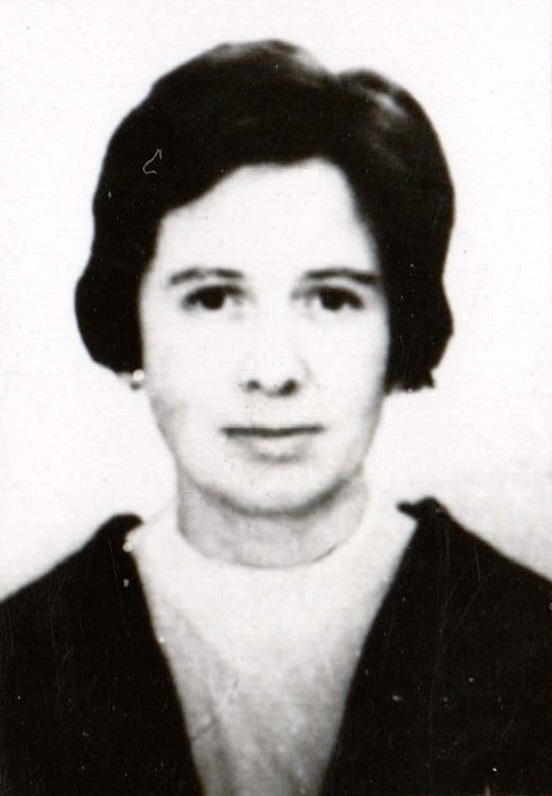
Lora Jakowlewa

Lora Grigorjewna Jakowlewa (russisch Лора Григорьевна Яковлева; * 21. April 1932 in Perm; † 3. Februar 2022) war eine russische Schachspielerin. Sie war Weltmeisterin im Fernschach.

## Nahschach
Mit 19 Jahren begann Jakowlewa mit dem Schachspielen. Mehrmals qualifizierte sie sich für die Damen-Meisterschaft der RSFSR.

## Fernschach

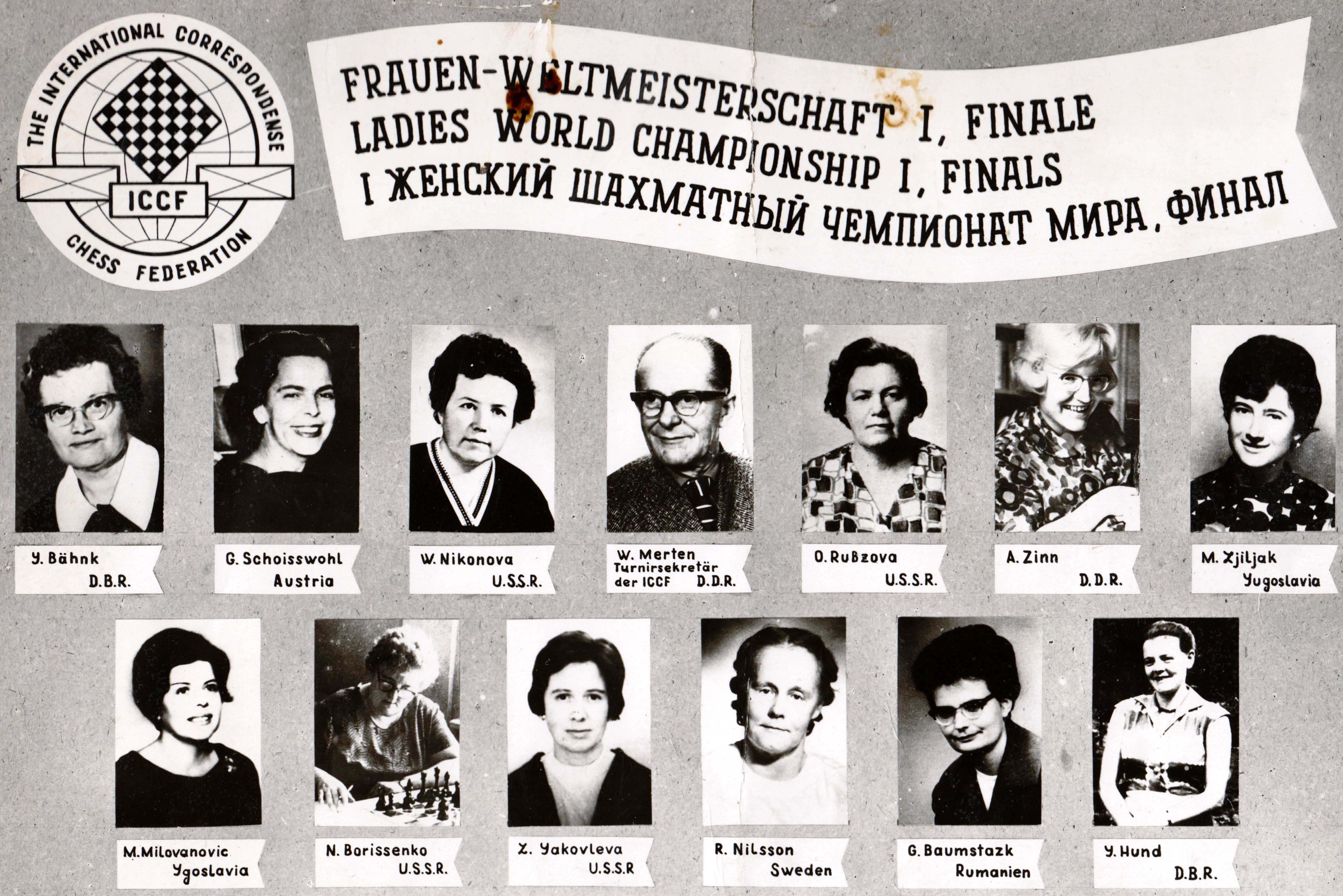
Teilnehmerinnen an der 1. Frauen-Weltmeisterschaft

Der erste bedeutende Erfolg war Platz 5 im Halbfinale der UdSSR-Meisterschaft. 1972 wurde sie Dritte bei der 1. Frauen-Weltmeisterschaft. Bei der 2. Frauen-WM errang sie schließlich 1977 den Weltmeistertitel. Mit 9,5 von 11 Punkten belegte sie punktgleich mit der Titelverteidigerin  Olga Rubzowa den ersten Platz, erhielt aber wegen der besseren Wertberechnung den Titel.
Bei der 2. Frauen-Fernschach-Olympiade (1980–1986) errang sie mit der sowjetischen Mannschaft (Olga Rubzowa, Lora Jakowlewa, Marta Litinskaja, Ljudmila Belawenez) die Goldmedaille.

## Privat
Jakowlewa arbeitete als Physik-Ingenieurin in Perm. Sie war mit dem Schachspieler Juri Jakowlew, der den Titel Meister des Sports der UdSSR trug, verheiratet und hatte zwei Kinder.